# Meierbach (Mosel)
Der Meierbach ist ein rechter Zufluss der Mosel in Trier, Rheinland-Pfalz.
Er hat eine Länge von 1,375 Kilometern, ein Wassereinzugsgebiet von 0,792 Quadratkilometern und die Fließgewässerkennziffer 26552.
Er entspringt in der Nähe des Friedrichshofes beim Grüneberg und fließt in nördlicher Richtung zur Mosel.